# Konjici
Insekti u familiji Tettigoniidae se čsto nazivaju katididi (u Australiji, Južnoj Africi, Sjedinjenim Državama), ili žbunski cvrčci (na Britanskim ostrvima). Oni su ranije bili poznati kao dugorogi skakavci. Više od 6.400 vrsta je poznato. Kao deo podreda Ensifera, Tettigoniidae su jedina postojeća familija u nadfamiliji Tettigonioidea.
Oni su uglavnom noćne životinje sa oštrim pozivima na parenje. Mnogi konjci ispoljavaju mimikriju i kamuflažu, obično u vidu oblika i boja sličnih lišću.

## Izgled
Telo im je duguljasto, najčešće zelene ili smeđe zaštitne boje, glava velika, oči složene, čeljusti za griženje i žvakanje, antene duge, često duže od njihovog tela. Ženka ima dugu leglicu koja joj omogućava polaganje jaja duboko u tlo. Stridulacijski organi im se nalaze pri dnu prednjih krila pa kad zriču uzdignu prednja krila i brzo ih pomiču. Neke vrste imaju razvijena oba para krila, dok su kod roda Barbitistes zakržljala.

## Larve
Larve se razvijaju nepotpunom preobrazbom, a u zadnjem presvlačenju dobijaju krila.

## Prehrana
Lisni skakavci ili konjici prvenstveno su biljožderi, ali ima i entomofagnih mesoždera.

## Sistematika

### Potporodice
- Potporodica:
- Potporodica:
- Potporodica:
- Potporodica:
- Potporodica:
- Potporodica:
- Potporodica:
- Potporodica:
- Potporodica:
- Potporodica:
- Potporodica:
- Potporodica:
- Potporodica:
- Potporodica:
- Potporodica:  †
- Potporodica:
- Potporodica:
- Potporodica:
- Potporodica:
- Rod  †
- Rod  †

### Vrste
Poznato je oko 6400 vrsta.

## Spoljašnje veze
- North American Katydids with range maps and audio files of katydid songs